# 耶稣喂饱众人

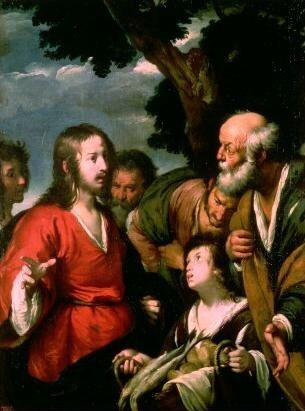
喂饱众人，贝尔纳多·斯特罗齐，17世纪

在基督教中，喂饱众人（英語：Feeding the Multitude）是记载于福音书中，由耶稣施行的两次神迹。
第一次神迹“耶稣喂饱五千人”是除了耶稣复活之外，唯一由四本福音书共同记录的神迹。
第二次神迹“耶稣喂饱四千人”被记载于马太福音和马可福音，但未见于路加福音和约翰福音。

## 喂饱五千人

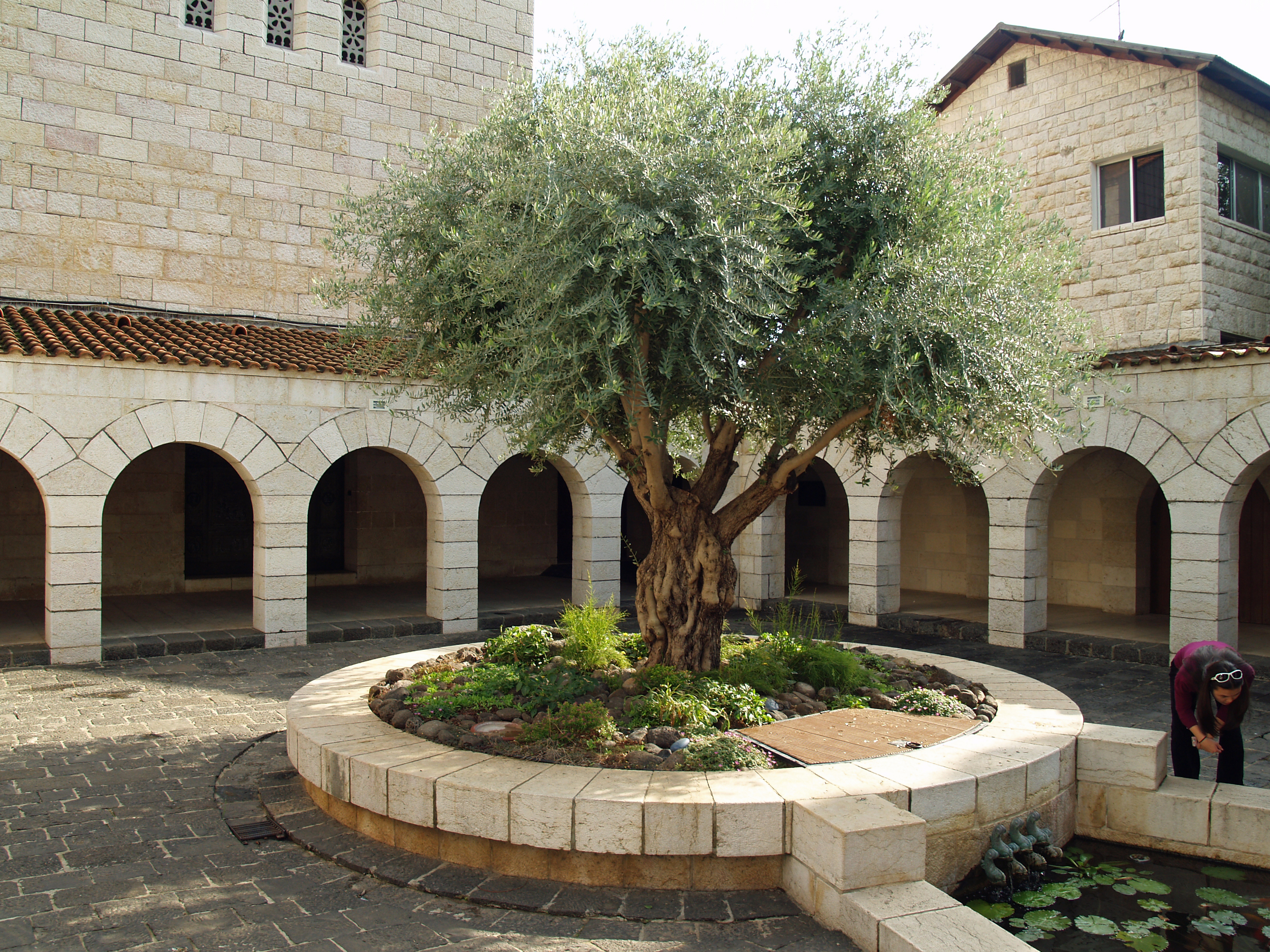
位于塔布加的教堂五饼二鱼堂被认为是当时耶稣喂饱五千人的位置

喂饱五千人也被称为“五饼二鱼奇迹”。在约翰福音中，耶稣用一位男孩所给的五个大麦饼和两条鱼喂饱了民众。根据马太福音，耶稣在得知施洗约翰的死讯后准备乘船前往某个偏僻的处所。路加福音指出这个偏僻地点靠近伯赛大。城中的民众步行跟随耶稣，当耶稣看见这众人，他感觉怜悯，并治好了其中的病人。夜幕降临，门徒来到他身旁，告诉他“这是野地，时候已经过了，请叫众人散开，他们好往村子里去自己买吃的。”
耶稣表示众人不必离去，他让门徒为这些民众找一些吃的。门徒说，他们身上只有五个饼和两条鱼，耶稣让门徒把这点食物拿给他，并吩咐众人坐在草地上。根据马可福音，民众一排排坐下，有五十人一排，也有一百人一排。在路加福音中，耶稣让众人以五十人一排坐下，也就是说当时民众分为了大约一百排。
拿着五饼二鱼，耶稣望着天祝福，掰开饼递给门徒，让他们分给众人。众人都得到了自己的一份，并吃饱了。人们收集剩下的零碎食物，又装满了十二个篮子。除去其中的女人与孩子，民众数量大约有五千。
根据约翰福音，民众因为耶稣展示的治愈能力而围绕在他周围，而喂饱众人更显示出了耶稣作为弥赛亚的身份。

## 喂饱四千人

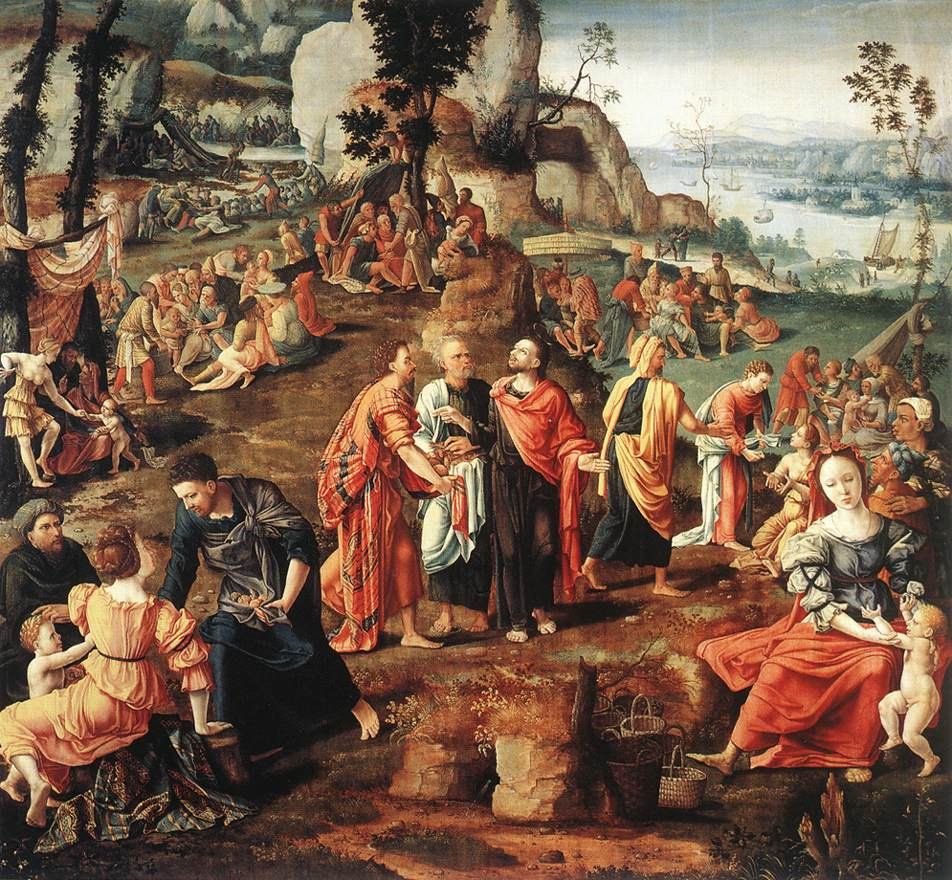
以饼和鱼喂饱众人，兰伯特·隆巴德（16世纪早期），藏于安特卫普的 Maison Snijders&Rockox

喂饱四千人的奇迹只在马可福音和马太福音中有记载，这个奇迹也被称为“七饼与鱼奇迹”，根据马太福音的记载，耶稣使用七个饼和一些鱼喂饱了众人。福音书中写道，一大群民众聚集在一起，并跟随着耶稣。耶稣召唤门徒，对他们说：「我怜悯这众人，因为他们同我在这里已经三天，也没有吃的了。我不愿意叫他们饿着回去，恐怕在路上困乏。」门徒回答道：「我们在这野地，哪里有这么多的饼叫这许多人吃饱呢？」，耶稣询问他们有多少饼，门徒回答说他们只有七个饼，还有一些小鱼。
耶稣于是让众人坐在地上，向天祝福后，他掰开饼给门徒，让他们分给众人。众人都吃饱，最后人们收集遗留的食物碎屑，装满了七个筐子。除去其中的女人与孩子，民众数量大约有四千。众人散去后，耶稣登船前往抹大拉。

## 分析

### 评论
海因里希·奥古斯特·威廉·迈耶研究了两个故事之间的细节差异，他注意到在喂饱五千人的故事中，食物碎屑装满了十二个篮子（κόφινοι kófinoi 手提篮），而在喂饱四千人的故事中，食物碎屑只装满了七个篮子（σπυρίδες spyrídes 大篮子）。天主教神父科尼利厄斯·拉皮德指出，后者篮子的容量是前者的两倍。 关于大篮子（spyrídes）的体积，在使徒行传9:25中有暗示：当时耶稣的使徒保罗为躲避犹太人的暗杀，趁着夜色借筐子（spyrídes）从大马士革城墙缒下。 迈耶同时还评论说，在约翰福音中，喂饱众人是耶稣作为弥赛亚的进一步标志，作为一个降临于世的先知（《申命記》第18章第15节参、《約翰福音》第6章第14节参）。
据约翰一世所言，耶稣于这奇迹中就如天空与大地的创造者。通过这个奇迹，耶稣教导人们在进餐前祈祷，并鼓励人们分享所得。现代神学家也提出，奇迹中的面包应当被视为一种象征，它象征了基督赐予人们的话语，后世依靠这些话语为精神的食粮。
圣耶福列木认为，耶稣在这个奇迹中表现的极其慷慨，在喂饱众人后甚至还剩下十二篮食物。他对比了耶稣和摩西，摩西使用天上降落的甘露喂饱摆脱奴役的以色列人。

### 鱼的意义
这两个奇迹着重表现了面包在喂饱众人时起到的作用，但与面包同时出现的鱼却似乎无关紧要。在民数记第11章，民众向摩西抱怨没有肉吃，他们说在埃及的时候「不花钱就吃鱼」，抱怨传到了耶和华的耳中，于是耶和华向民众承诺必定给他们肉吃，「你们不止吃一天两天，五天十天，二十天，要吃一个整月，甚至肉从你们鼻孔里喷出来，使你们厌恶了」。摩西问上帝，随行的人数众多，怎么能够让他们全部吃肉，「难道给他们宰了羊群牛群，或是把海中所有的鱼都聚了来，就够他们吃吗？」但耶和华回应他说神的能力并不是问题。最终耶和华将海上的鹌鹑驱向民众住地，民众吃饱，却因贪食受到耶和华的惩罚。所以在新约中，耶稣使用面包与鱼喂饱众人的奇迹也暗示了上帝与其子民的和平关系，奇迹中描述「他们都吃，并且吃饱了」。此外这个奇迹也显示出，即使时间过去很久，耶稣也未忘记子民的诉求，从而坚定了民众关于耶稣是弥赛亚的信念。

## 艺术作品

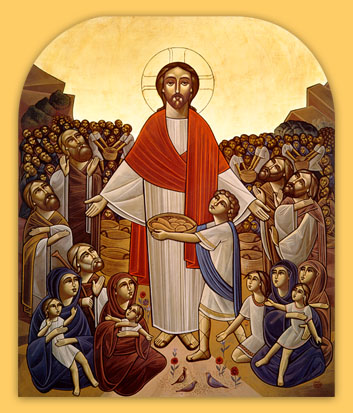
一幅以五饼二鱼为主题的科普特艺术（英语：Coptic art）作品
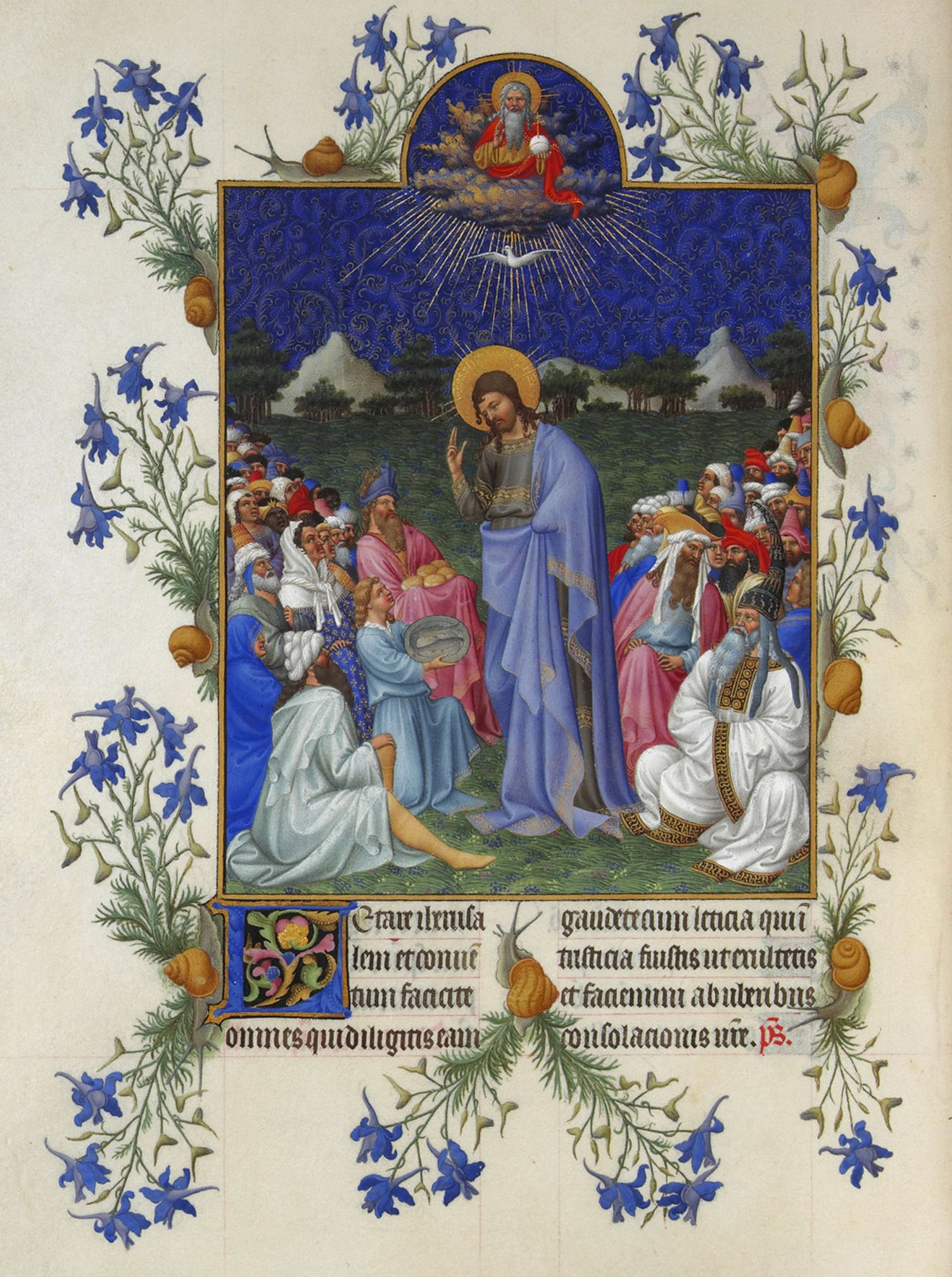
贝里公爵的豪华时祷书中的耶稣喂饱众人奇迹
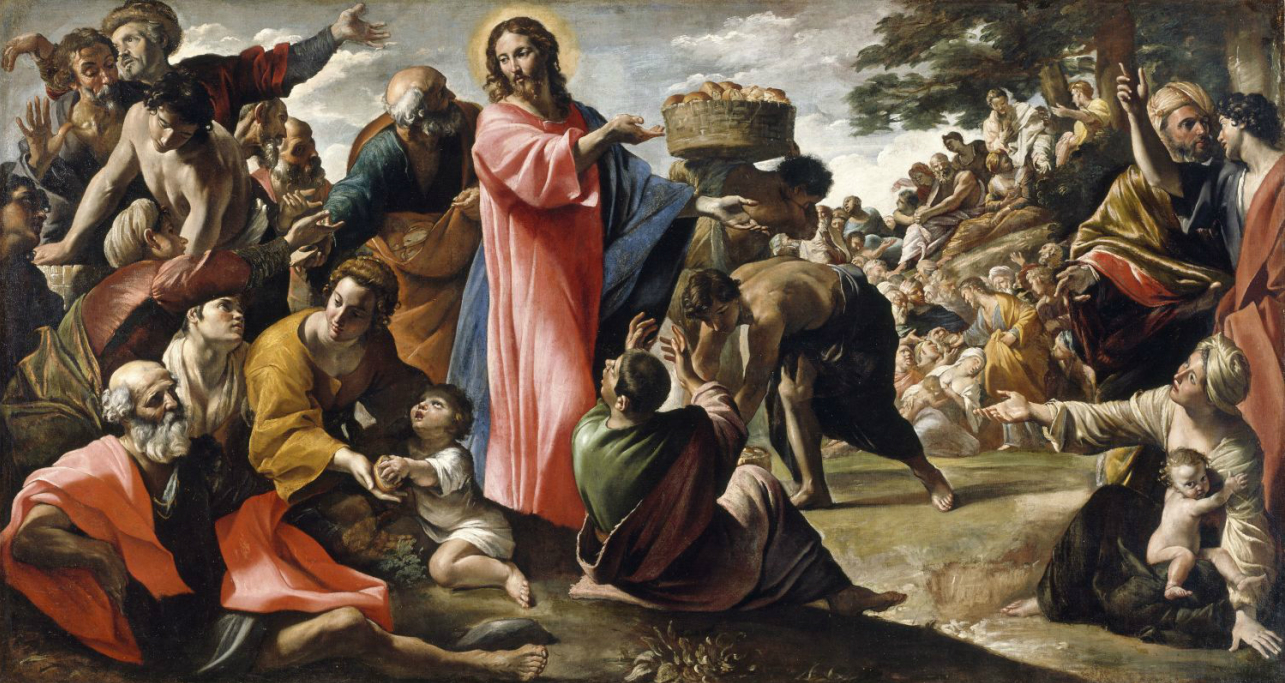
饼与鱼的奇迹，乔瓦尼·兰弗兰科
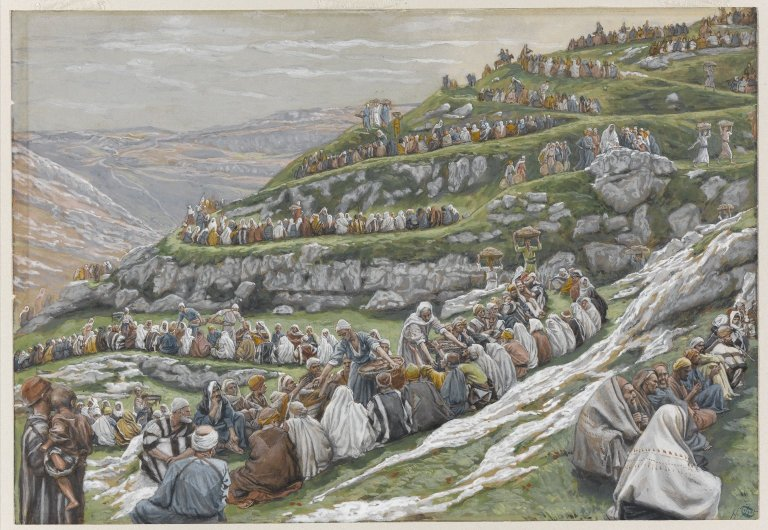
饼与鱼的奇迹，詹姆斯·迪索，布鲁克林博物馆
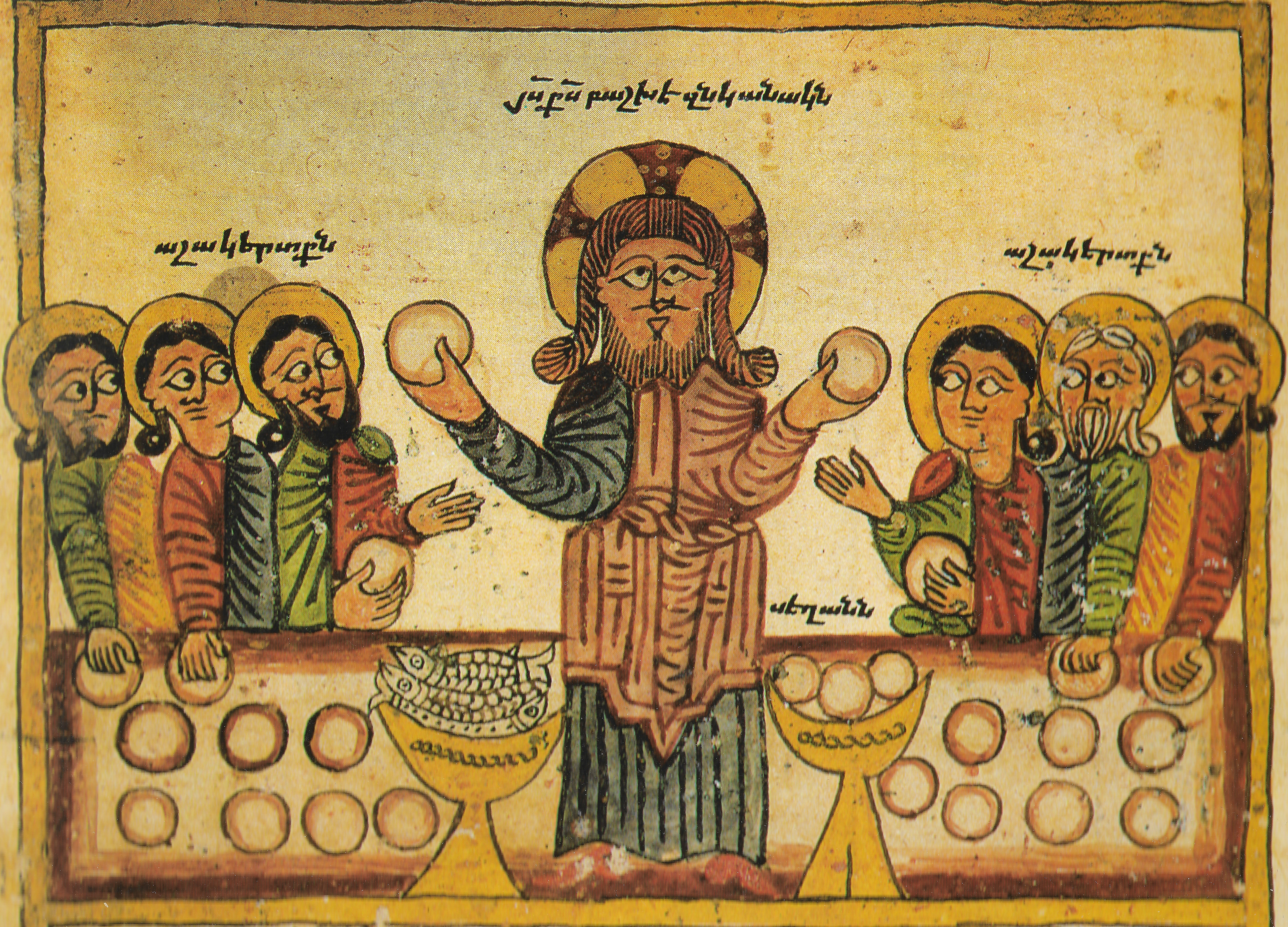
以饼喂饱众人，Daniel D'URANC，1433
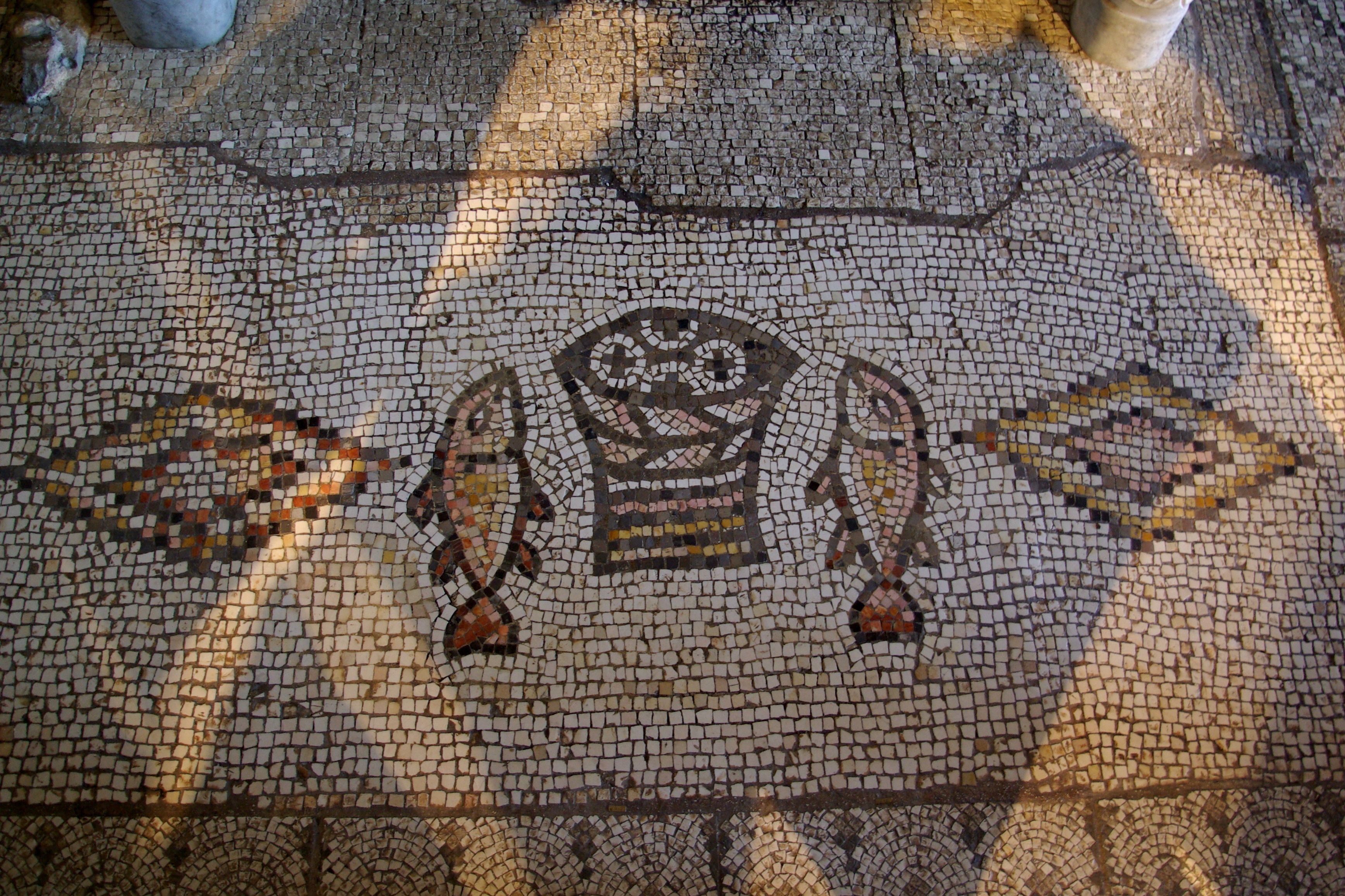
位于五饼二鱼堂中的马赛克作品